# Tropico 3
Tropico 3 là trò chơi video phát triển bởi Haemimont Games và phát hành bởi Kalypso Media. Giống như các trò chơi khác cùng dòng, Tropico 3 là trò chơi mô phỏng xây dựng và quản lý (cũng như có thêm mô phỏng chính trị) nhấn mạnh vào xây dựng thành phố với cốt truyện giống như trò Tropico, trò chơi đặt người chơi vào vai "El Presidente" một trong số các nhà lãnh đạo của vùng Cộng hòa chuối trong thời chiến tranh lạnh giữa Liên Xô và Hoa Kỳ cố gắng xây dựng hòn đảo nơi mà mình ngư trị theo đúng ý định của mình.
Bản mở rộng của trò chơi là Tropico 3: Absolute Power cũng đã phát hành vào ngày 17 tháng 5 năm 2010. Và bản tiếp theo của trò chơi là Tropico 4 đã phát hành vào ngày 30 tháng 8 năm 2011.

## Phát triển
Tropico 3 được phát triển bởi Haemimont Games cho cả hai hệ Xbox 360 và máy tính cá nhân. Một số tính năng mới khi chuyển sang nền 3D như bạn có một avatar đại diện điều chỉnh theo ý thích của mình có thể đi khắp hòn đảo, tương tác để chỉ đạo công việc cho người dân trên xe ô tô, xe tải và xe limo bọc thép. Giống như trò Tropico ban đầu, các nhà phát triển đã lấy sự hài hước làm điểm nhấn của trò chơi, cũng như cách chơi cơ bản giống bản đầu.

### Bản mở rộng
Phiên bản mở rộng có tên Tropico 3: Absolute Power đã được phát hành vào ngày 17 tháng 5 năm 2010. Với một số bổ sung như bản đồ, nhiệm vụ, công trình, các chức năng mới... Phiên bản này chỉ phát hành cho hệ máy tính cá nhân.

### Steam Special Edition
Phiên bản Steam Special Edition của Tropico 3 phát hành vào ngày 21 tháng 10 năm 2009 thì có thêm hai bản đồ cũng như quần áo mới cho El Presidente. Phiên bản này chỉ có trên Steam.

### Gold Edition
Kalypso đã phát hành phiên bản Tropico 3: Gold Edition vào ngày 29 tháng 9 năm 2010. Phiên bản này tổng hợp cả Tropico 3 cùng bản mở rộng Absolute Power cũng như đính kèm một cuốn sách hướng dẫn.

## Đón nhận
Tropico 3 nhận được các đánh giá tích cực ở Metacritic với đánh giá trung bình là 80% cho hệ máy tính cá nhân và 76% cho hệ Xbox 360.
GameSpot nói rằng "Làm nhà lãnh đạo của Cộng hòa Chuối trong Tropico 3 có thể là không dễ dàng, nhưng nó rất đáng làm".
Tạp chí Play thì nói "Một thiết kế mô phỏng cuộc sống tốt với sự cân bằng về độ phức tạp và quản lý vi mô. Hình ảnh tốt, âm thanh tốt và việc chơi nó sẽ có thể dạy cho bạn một cái gì đó. Có bao nhiêu trò chơi bạn có thể nói như thế?"
IT Reviews thì gọi trò chơi là "Chào đón sự quay trở về với nguyên bản cùng nhiều tính năng mới, độ sâu sắc và tính hấp dẫn của cách chơi cũng như sự hài hước là một liều thuốc bổ khi bạn khoe khả năng lãnh đạo của mình.".